# Lorn
Маркос Ортега, більш відомий під псевдонімом Лорн (Lorn) — американський електронний музикант. Народився в місті Нормал, штат Іллінойс, але пізніше виїхав до Мілвокі, Вісконсин.

## Кар'єра
З першого випуску Лорна в 2006 році його музика була відтворена у Великій Британії Мері Енн Хоббс на BBC Radio, а згодом і XFM, він кілька разів виступав у гостьових міксах для своїх радіопередач. Лорну було запропоновано створити трек для саундтреку фільму Даррена Аронофскі "Чорний лебідь" з Марією Енн Хоббс, який так і не був використаний. Лорн почав музичну кар'єру у Flying Lotus з лейблом Brainfeeder у 2009 році й випустив дебютний альбом Nothing Else у червні 2010 року, мастеринг якого провів електронний музикант Кларк. Він також набув популярності в 2010 році своїм реміксом композиції музиканта Jammer "Better Than". Він випустив свій другий альбом Ask The Dust (на честь роману Джона Фанте 1939 року) на лейблі Ninja Tune в 2012 році. Він працював над саундтреком відеогри Killzone Shadow Fall з Тайлером Бейтсом, який був випущений у 2014 році також на Ninja Tune. Його музика була використана в ряді відеоігор, фільмів і телевізійних шоу, зокрема CSI, Silicon Valley, Sleeping Dogs та Furi.
Лорн заявив, що на нього впливають Drexciya, Underground Resistance, Dom & Roland, Technical Itch і Aphex Twin.

## Дискографія

### Альбоми
- Nothing Else (Brainfeeder, 2010);
- Ask the Dust (Ninja Tune, 2012);
- Killzone: Shadow Fall (Official Game Soundtrack) (Sony Computer Entertainment Europe, Ninja Tune 2014) – спільно з Тайлером Бейтсом;
- VESSEL (Wednesday Sound, 2015);
- A/D, Music for Picture (Wednesday Sound, 2017);
- REMNANT (Wednesday Sound, 2018);
- DROWN THE TRAITOR WITHIN (Wednesday Sound, 2019).

### Міні-альбоми
- 7&13 (Wednesday Sound, 2006);
- Grief Machine (VGR France, 2007);
- None an Island (Brainfeeder, 2010);
- DRUGS I - IV (Wednesday Sound, 2011) – спільно з Dolor;
- Debris (Ninja Tune, 2013);
- The Maze to Nowhere (Wednesday Sound, 2014);
- The Maze to Nowhere, part 2 (Wednesday Sound, 2014);
- The Maze to Nowhere, part 3 (Wednesday Sound, 2015);
- DRUGS V - VI (Wednesday Sound, 2016);
- ZERO BOUNCE (Wednesday Sound, 2020) – спільно з Dolor;
- THE MAP (Wednesday Sound, 2020).

### Сінгли
- Cherry Moon (Brainfeeder, 2010);
- Weigh Me Down (Ninja Tune, 2012);
- Ghosst(s) (Ninja Tune, 2012);
- GUARDIAN (Wednesday Sound, 2020);
- YO2 _ RUSTLIN (Wednesday Sound, 2021);
- YESTERDAY'S PAIN / CUT THE ANCHOR (Wednesday Sound, 2022);
- ENTROPYYY (Wednesday Sound, 2022).

### Компіляції
- Self Confidence Vol. 1 (Wednesday Sound, 2008);
- Self Confidence Vol. 2 (Wednesday Sound, 2011);
- Self Confidence Vol. 3 (Wednesday Sound, 2013);
- Certain Limbs (2014);
- RARITIES (Wednesday Sound, 2019).

### Коллаборації
- Lewis James & Lorn - "No Team" від The Death Of Habit (2019).

### Ремікси
- Epcot - "And I Could Die Tonight (Lorn Remix)" від Heroes Remixes (2009);
- Jammer - "Better Than (Lorn Remix)" від Better Than (Remixes) (2010);
- Deru - "Peanut Butter & Patience (Lorn Remix)" від Peanut Butter & Patience (2010);
- Eskmo - "Come Back (Lorn Remix)" від Cloudlight / Come Back (2010);
- Amon Tobin - "The Clean Up (Lorn Remix)" від Chaos Theory Remixed: The Soundtrack to Splinter Cell 3D (2011);
- Amon Tobin - "Hokkaido (Lorn Remix)" від Chaos Theory Remixed: The Soundtrack to Splinter Cell 3D (2011);
- Gidgetsparks - "Micro Chip Laugh (Lorn Remix)" від Henry's Memories (2012).

### Відеоігри
- Killzone: Shadow Fall (2013)
- Furi (2016)
- The Last Night (TBA)
- Dirt 3 (2011)
- Sleeping Dogs (2012)
- Gran Turismo 5 (2010)
- LittleBigPlanet 2 (2011)

### Музичні кліпи
- "Weigh Me Down" з Ask the Dust;
- "Ghosst(s)" з Ask the Dust;
- "Acid Rain" з The Maze to Nowhere, part 2 (2:52), 24 вересня 2014 – знято в Cadillac Jack's Diner біля мотелю Pink, 9457 San Fernando Road, Sun Valley, California, 34.2415334,-118.396175;
- "Anvil" з Vessel (3:32), 14 вересня 2016 р. – режисер GERIKO (Елен Жеді та Антуан Каеке), дизайн, сценарій та анімація Антуан Каеке та Елен Жеді, анімація персонажів Ентоні Лежен та Менді Вікенс;
- "Until There Is No End" з Nothing Else

### Фільми
- Привид у броні (2017) - композитор, додаткова музика [сумнівно — обговорити]